# Three Kings United
Der Three Kings United Football Club ist ein ehemaliger neuseeländischer Fußballklub aus Three Kings, einem Vorort von Auckland.

## Vorgängerklubs

### Eden AFC
Im Jahr 1994 fusionierte Eden mit YMCA Grafton, welcher wiederum im Jahr 1985 als Fusion der Grafton Rovers und Auckland YMCA entstand. Auckland YMCA erreichte dabei das Halbfinale des Chatham Cup bei der Ausgabe 1928 wo man mit 1:2 Petone unterlag. Sowie auch noch bei der Ausgabe 1932 eine der letzten Runden.

### Mount Roskill AFC
Der Klub wurde im Jahr 1952 gegründet und gewann in der Ausgabe 1964 des Chatham Cup das Finale über King Edward TCOB mit 3:1.
In der Saison 1965 spielte der Klub in der Premier League, stieg aus dieser zur Saison 1968 aber in die Division 1 ab. Bis zur Saison 1975 stieg die Mannschaft dann sogar bis in die Division 3 ab, nur um zur Saison 1984 wieder zurück in die Premier League aufzusteigen. Dort spielt man dann auch bis zur Saison 1993 und stieg dann wieder eine Liga tiefer ab.

## Geschichte
Der Klub wurde im Jahr 1997 nach einer Fusion des Eden AFC (gegründet 1947) und des Mount Roskill AFC (gegründet 1952) formiert. Im Jahr 2020 fusionierten die ersten Mannschaften des Klubs dann mit Onehunga Sports um Auckland United zu bilden. Die Jugendmannschaften blieben dabei bei Three Kings United noch aktiv. Im Jahr 2021 gingen dann auch diese komplett in Auckland United über.

### Männer
Der Mannschaft startete zur Saison 1997 in der Division 1 und stieg von hier als Meister zur Saison 1999 in die Premier League auf. Hier überdauerte das Team nun für vier Spielzeiten und hatte hier mit einem vierten Platz in der Saison 2000 die beste Platzierung. Zur Saison 2003 ging es dann zurück in die Division 1. Nachdem man dann zur Runde 2008 kurz zurück in der Premier League war, konnte man sich ab der Saison 2010 dann auch längerfristig in der Liga etablieren und wurde im Jahr 2011 gar Vizemeister. Erst zur Saison 2019 stieg man dann nochmal in die Division 1 ab.

### Frauen
Das Team bot in seiner aktiven Zeit den Nährboden für viele aktuelle und spätere Spielerinnen in der Nationalmannschaft. Auch gewann man von 1997 bis 1999 drei Mal in Folge den Kate Sheppard Cup. Wie auch 2006, 2007, 2011, 2016 und 2017 die Meisterschaft in der Northern Premier Women’s League.

## Erfolge

### Männer
- Division 1
  - Meister (2): 1998, 2009

### Frauen
- Kate Sheppard Cup
  - Gewinner (3): 1997, 1998, 1999
- Northern Premier Women’s League
  - Meister (5): 2006, 2007, 2011, 2016 und 2017